# Frédéric Barbier (compositeur)
Pour les articles homonymes, voir Frédéric Barbier et Barbier.
Frédéric Barbier est un compositeur français, né à Metz le 15 novembre 1829 et mort à Paris le 12 février 1889.

## Biographie
Fils de Félix Henri Barbier et d'Adélaïde Joséphine Rosalie Rousseau, Frédéric Barbier fait ses études littéraires au collège de Bourges, tout en suivant des leçons de solfège, de piano, d'harmonie et de contrepoint avec Henri Darondeau, alors organiste d'une des églises de la ville. Son père, officier du génie, désire le voir entrer à l’École polytechnique, dont lui-même avait été l'élève ; mais le gouvernement de 1848 ayant créé une nouvelle École d'administration, le jeune Barbier préfère concourir pour cette dernière, et y est admis. Cette école est dissoute peu après, il commence alors des études de droit. Mais la musique l'attire de plus en plus.
Frédéric Barbier a déjà écrit et fait représenter à Bourges en 1852 un petit opéra-comique en un acte, Le Mariage de Colombine mais songe à se produire à Paris. Présenté par des personnages influents à Edmond Séveste, alors directeur du Théâtre-Lyrique, il fait la connaissance d'Adolphe Adam. Grâce aux ses conseils et leçons de ce dernier, son premier ouvrage, Une nuit à Séville, opéra-comique en un acte est joué au Théâtre-Lyrique le 14 septembre 1855 et très favorablement accueilli. Deux mois après, le 21 novembre, Frédéric Barbier donnait au même théâtre un nouvel ouvrage en un acte intitulé Rose et Narcisse, tout aussi bien accueilli.
En 20 ans, il fait représenter sur toutes les petites scènes lyriques de Paris et dans des cafés-concerts plus de soixante ouvrages plus ou moins importants, la plupart en un acte et se rapprochant de plus en plus du genre de l’opérette bouffe. Il compose pour l'Eldorado, l'Alcazar, Ba-ta-clan, les Folies-Belleville, les Bouffes-du-Nord, etc., un grand nombre d'opérettes, de saynètes, de pantomimes et de ballets.
Outre sa production lyrique, Barbier compose environ 300 duos, romances, mélodies vocales, chansonnettes, de nombreux morceaux de musique de danse pour le piano, des marches de concert et des fantaisies pour orchestre sur des motifs d'opéras, des chœurs pour voix d'hommes, des galops, valses, mazurkas, polkas, etc. Il est, en 1867, chef d'orchestre du Théâtre-International, et il dirige à partir de 1873 l'orchestre de l'Alcazar d'été, fonction qu'il partage avec Henry Litolff. Il collabore comme critique à quelques petits journaux, comme L'Avenir musical (1853) et L'Indépendance dramatique .
Le 6 novembre 1888, malade, il ne peut se déplacer et fait célébrer son mariage avec Alexandrine Marie Laubier en son domicile, boulevard du Temple, où il meurt quelques mois plus tard.

## Œuvres principales

### Œuvres lyriques
- Le Mariage de Colombine, opéra-comique en 1 acte (théâtre de Bourges, 1852)
- Une nuit à Séville, opéra-comique en 1 acte, livret de Charles Nuitter et Beaumont (Théâtre-Lyrique, 14 septembre 1855)
- Rose et Narcisse, opéra-comique en 1 acte, livret de Charles Nuitter et Beaumont (Théâtre-Lyrique, 21 novembre 1855)
- Le Pacha, opérette en 1 acte, livret de Charles Nuitter (Folies-Nouvelles, mars 1858).
- Francastor, opérette en 1 acte, livret de Gustave Labottière et Achille Eyraud (Folies-Nouvelles, 22 mai 1858)
- Le Page de madame Marlborough, opérette en 1 acte, livret d'E. Vierne (qui est peut-être Jules Verne) (Folies-Nouvelles, 28 octobre 1858)
- Le Faux Faust, opérette parodie en 3 actes [composée sous le pseudonyme de Stephan] (Folies-Nouvelles, novembre 1858)
- Le Docteur Tam-Tam, opérette bouffe en 1 acte, livret de Francis Tourte (Folies-Nouvelles, 5 mars 1859)
- Monsieur Deschalumeaux, opérette en 2 actes, livret de Gustave Perée (théâtre Déjazet, octobre 1859)
- Panne aux Airs, parodie en 1 acte, livret de Clairville (théâtre Déjazet, 30 mars 1861)
- Flamberge au vent, opérette en 1 acte, livret de Charles Nuitter et Séjour (Victor Marcou), (1861)
- Versez, marquis !, opérette en 1 acte, livret d'Alexis Bouvier et Edouard Prével (Folies-Marigny, 19 avril 1862)
- La Cigale et la Fourmi, opérette bouffe en 1 acte, livret d'Achille Eyraud (1821-1882) (Folies-Marigny, 28 mai 1862)
- Le Loup et l'Agneau, opérette en 1 acte, livret d'Étienne Hippolyte Chol de Clercy et Hippolyte Messant (théâtre Déjazet, octobre 1862)
- Madame Pygmalion, opérette bouffe en 1 acte, livret de Jules Adenis et Francis Tourte (Bouffes-Parisiens, 6 février 1863)
- les Trois Normandes, opérette bouffe en 1 acte, livret de Pol Mercier (Folies-Marigny, 21 mars 1863)
- La Gamine du village, opérette en 1 acte, livret d'Alexis Bouvier (Folies-Marigny, 15 juillet 1863)
- Simon Terre-Neuve, opérette en 1 acte (théâtre Déjazet, 1863)
- Deux permissions de dix heures, opérette en 1 acte, livret de Pol Mercier et Henry Currat (théâtre Déjazet, mai 1864)
- Achille chez Chiron, opérette en 1 acte, livret d'Amédée de Jallais et Vulpian (Folies-Marigny, 14 octobre 1864)
- Le Miroir, opérette en 1 acte, livret de Charles Nuitter (octobre 1864)
- Un souper chez Mademoiselle Contat, opérette en 1 acte, livret d'Armand Liorat (Eldorado, 1864)
- La Bouquetière de Trianon, opéra-comique en 2 actes, livret de Laurencin et Jules Adenis, donné pour l'inauguration du théâtre Saint-Germain, le 24 novembre 1864
- Un congrès de modistes, opérette bouffe en 1 acte, livret de Marc Michel et Laurencin (Bouffes-Parisiens, 16 février 1865)
- La Nourrice d'Hercule, opérette en 1 acte (Eldorado, 1865)
- Les Oreilles de Midas, opéra-comique en 1 acte, livret de Nérée Desarbres et Charles Nuitter (Fantaisies-Parisiennes, 21 avril 1866)
- Don Juan de fantaisie, opérette en 4 actes (Fantaisies-Parisiennes, 9 juin 1866)
- Une femme qui a perdu sa clef, opérette en 1 acte, livret de Léonce et Alexandre de Bar (Bouffes-Parisiens, 21 octobre 1866)
- Les Légendes de Gavarni, opéra-comique en 3 actes, livret d'Hippolyte Lefebvre (Bouffes-Parisiens, 29 janvier 1867)
- Gervaise, opéra-comique en 1 acte, livret d'Hippolyte Lefebvre et Alexis Bouvier (Théâtre-International, 17 juin 1867)
- Le Nez de carton, opérette en 1 acte (Eldorado, 1867)
- L'Orchestre des Danoises, opérette (Alcazar, 1867)
- Le Soldat malgré lui, opéra-comique en 2 actes, livret d'Henri Chivot et Alfred Duru (théâtre des Fantaisies-Parisiennes, 19 octobre 1868)
- Le Souper d'Arlequin, opérette bouffe en 1 acte, livret de Jules Perrin (Eldorado, 28 novembre 1868)
- Balladine et Casquenfer, opérette bouffe en 1 acte, livret de Charles Blondelet et Félix Baumaine (Eldorado, 15 février 1869)
- Faust et Marguerite, saynète bouffe en 1 acte, livret de Félix Baumaine et Charles Blondelet (Ambassadeurs, 23 juillet 1869)
- Mam'zelle Pierrot, opérette en 1 acte, livret d'Amédée de Jallais et Henri de Kock (Folies-Bergère, 26 septembre 1869)
- Don Férocio, saynète bouffe en 1 acte, livret de Charles Blondelet et Félix Baumaine (Eldorado, 23 octobre 1869)
- Fermé le dimanche, saynète en 1 acte, livret d'Étienne Hippolyte Chol de Clercy (Eldorado, 13 décembre 1869)
- Le Beau Chasseur, opérette en 1 acte (Eldorado, 1869)
- Un mariage au gros sel, opérette en 1 acte, livret d'Armand Liorat (Eldorado, 10 juillet 1869)
- Millionnaire !, opérette en 1 acte (Eldorado, 1869)
- Un procès en séparation, saynète en 1 acte, paroles d'Hippolyte Bedeau (Eldorado, 12 janvier 1870)
- L'Acteur omnibus, fantaisie lyrique en 1 acte, livret de Jules Perrin et Jules Pacra (Eldorado, 12 mars 1870)
- Lucrèce d'Orgeat, parodie en 1 acte (Eldorado, 1870)
- On demande un pitre, opérette en 1 acte (Eldorado, 1870)
- Un lendemain de noces, opérette en 1 acte (Eldorado, 1871)
- Les Points jaunes, saynète en 1 acte, livret de Jules Pacra et Fétré (Eldorado, 17 août 1872)
- La Bonne de ma tante, saynète bouffe en 1 acte, livret d'Hippolyte Bedeau (Eldorado, 1872)
- Une cause célèbre, opérette en 1 acte (Eldorado, 1872)
- Le Baromètre parisien, monologue d'A. Philibert et Alphonse Siégel (Eldorado, 1873)
- Le Coq est mort !, opérette en 1 acte (Eldorado, 1873)
- M'ame Nicolas, opérette en 1 acte, livret de Louis Gaston Villemer (Eldorado, 1873)
- Mam'zelle Rose, opérette en 1 acte, livret d'Adrien Decourcelle et Eugène Bercioux, d'après leur vaudeville (Variétés, 1874)
- Monsieur l'Alcade, opérette en 1 acte (Eldorado, 1874)
- Pierrot et la Belle enchantée, opérette en 1 acte (Eldorado, 22 mai 1875)
- Un scandale à l'Alcazar, bouffonnerie musicale en 1 acte, livret de M. Duvert (Alcazar d'été, mai 1875)
- Les Deux Choristes, opérette en 1 acte (Eldorado, 11 septembre 1875)
- Le Champagne de ma tante, opérette en 1 acte, livret d'Hippolyte Bedeau (Eldorado, 1875)
- La Fermière et son garçon, opérette en 1 acte, livret d'Auguste Jouhaud (Eldorado, 1875)
- La Fête de Madame Denis, opérette en 1 acte, livret de Jules de Rieux et Louis Gaston Villemer (Alcazar d'été, 1875)
- Marion de l'Orme, parodie (Eldorado, 1875)
- Les Cent mille francs du ténor, opérette en 1 acte (1876)
- La Baronne de Haut-Castel, opérette en 1 acte, livret de Laurencin (Eldorado, 1877)
- Le Carnaval des épiciers, opéra-comique en 3 actes (Bouffes-du-Nord, 6 avril 1877)
- Les Deux Parfaits Notaires, opérette en 1 acte, livret de Louis Péricaud et Louis Gaston Villemer (Bouffes-Parisiens, 1878)
- Le Verrou, opérette en 1 acte, livret de Louis Battaille (Eldorado, 31 octobre 1879)
- La Noce à Suzon, opérette en 1 acte, livret d'Auguste Jouhaud et Louis Gaston Villemer (Alcazar d'été, 1880)
- Atchi !, bouffonnerie musicale en 1 acte, livret d'Edouard Hermil et Armand Numès (Eldorado, 1880)
- Le Supplice de Tantale, opérette en 1 acte, livret d'E. Durafour (1881)
- La Chaumière indienne, opéra-comique en 1 acte
- Corinne, opéra-comique en 3 actes
- Les Incroyables, opéra bouffe en 3 actes
- La Poupée automate, opérette en 1 acte
- La Sainte Catherine, opérette en 1 acte (Eldorado)
- La Veuve Omphale, opérette en 1 acte

### Ballets
- Le Grand roi d'Yvetot, vaudeville-pantomime en 3 actes, livret de Louis Emile Vanderburck et Albert Guinon (théâtre Déjazet, décembre 1859)
- Les Pifferari, ballet (Alcazar d'été, mai 1875)
- La Balle enchantée, pantomime (Eldorado)
- Les Cascades de Pierrot, pantomime (Eldorado)
- Le Trésor de Cassandre, pantomime (Eldorado)

### Mélodies
- La Révolte des noirs, paroles de Francis Tourte
- Le Roi David, paroles de Francis Tourte
- Toinon, paroles de Francis Tourte
- Tout ça c'est à moi, paroles de Francis Tourte